# Anton Lindskog
Anton Lindskog (* 7. Dezember 1993 in Kristianstad) ist ein schwedischer Handballspieler, der für GOG Håndbold und die schwedische Nationalmannschaft aufläuft.

## Karriere

### Verein
Der 1,98 Meter große Kreisläufer spielte anfangs bei Näsby IF. Von 2012 bis 2016 stand Lindskog beim IFK Kristianstad unter Vertrag, mit dem er 2015 und 2016 die Meisterschaft gewann. Mit Kristianstad spielte er drei Spielzeiten im EHF-Pokal und eine Saison (2015/16) in der EHF Champions League. Zur Saison 2016/17 ging Lindskog in die deutsche Handball-Bundesliga zur HSG Wetzlar. Zur Saison 2021/22 wechselte er zur SG Flensburg-Handewitt. Im Sommer 2023 unterschrieb er beim dänischen Verein GOG.

### Nationalmannschaft
2013 wurde Lindskog mit Schweden U-21-Weltmeister. Für die schwedische Nationalmannschaft bestritt Lindskog bisher 29 Länderspiele, in denen er 17 Tore erzielte. Bei der Weltmeisterschaft 2021 in Ägypten gewann er mit Schweden die Silbermedaille. Mit Schweden nahm er an den Olympischen Spielen in Tokio teil.